# Alfonso Cuarón
Alfonso Cuarón Orozco, född 28 november 1961 i Mexico City, är en mexikansk filmregissör, manusförfattare, filmproducent och filmredigerare. Han är mest känd för att ha regisserat filmerna: Din morsa också! (2001), Children of Men (2006), Gravity (2013) och Roma (2018). För Gravity vann Cuarón två Oscar för Bästa regi och Bästa klippning vid Oscarsgalan 2014. För Roma vann Cuarón ytterligare tre Oscar för Bästa regi, Bästa foto och Bästa icke-engelskspråkiga film vid Oscarsgalan 2019.
Cuarón är en av de tre mexikanska filmregissörer som kallas "tre amigos" (en: The Three Amigos, sp: Cineastas, Trío de Amigos); de andra två är Alejandro González Iñárritu och Guillermo del Toro.

## Biografi
Alfonso Cuarón föddes i Mexico City, son till Alfredo Cuarón, en atomfysiker som arbetade för Internationella atomenergiorganet under många år. Han har också en yngre bror, Carlos, som också är filmmakare.

### Filmkarriär
Efter att tagit examen från skolan började Cuarón att studera film på CUEC där han gjorde sin filmdebut med kortfilmen Vengeance Is Mine, tillsammans med två andra medarbetare. Läraren på filmskolan blev inte nöjd med filmen på grund av att den var på engelska och bestämde sig för att stänga av Cuarón från skolan.[källa behövs] Efter avstängningen trodde Cuarón att han aldrig skulle kunna bli en framgångsrik filmregissör, men senare fick han erbjudande om att arbeta med tekniken vid en mexikansk TV-serie.
1995 debuterade han med sin första amerikanska långfilm, Den lilla prinsessan, baserad på en roman av Frances Hodgson Burnett, filmen blev nominerad till två Oscars i kategorierna Bästa scenografi och Bästa foto. 1998 kom Cuarón att regissera filmen Lysande utsikter, baserad på Charles Dickens kända roman, med skådespelare som Ethan Hawke, Gwyneth Paltrow, Anne Bancroft och Robert De Niro. Succén för honom kom 2001 då han regisserade Din morsa också!, en mexikansk road movie, som han fick sin första Oscarsnominering för. I samband med att han marknadsförde filmen träffade Cuarón filmkritikern Annalisa Bugliani som han senare gifte sig med och fick två barn tillsammans. Paret skilde sig 2008. 
2004 bjöd Warner Bros. in Cuarón för att regissera Harry Potter och fången från Azkaban, den tredje filmen i Harry Potter-trilogin. Filmen blev hans största succé sedan Din morsa också!. 2006 regisserade Cuarón den brittiska filmen Children of Men, än en gång en filmatisering av en bok. Filmen nominerades till tre Oscars, där Cuarón blev nominerad för andra gången i kategorierna Bästa klippning och Bästa manus efter förlaga. 
Under 2013 släpptes rymdfilmen Gravity, den fick positiva recensioner från flera filmkritiker. Han jobbade med filmen i nästan fem år och skrev manuset med sin son Jonás. Vid Oscarsgalan 2014 nominerades Gravity till tio priser varav den vann sju vilket var flest av alla nominerade. Curarón vann pris för Bästa regi och Bästa klippning. Det sistnämnda priset delade han med Mark Sanger.
Hans TV-serie Believe sändes under 2014 på NBC.

## Filmografi (i urval)
| 1991 | Sólo con tu pareja                   | Ja | Ja | Ja | Ja |
| 1995 | Den lilla prinsessan                 | Ja |    |    |    |
| 1998 | Lysande utsikter                     | Ja | Ja |    |    |
| 2001 | Din morsa också!                     | Ja | Ja |    | Ja |
| 2004 | Harry Potter och fången från Azkaban | Ja |    |    |    |
| 2004 | Crónicas                             |    |    | Ja |    |
| 2004 | Attentatet mot Richard Nixon         |    |    | Ja |    |
| 2005 | Black Sun                            |    |    | Ja |    |
| 2006 | Children of Men                      | Ja | Ja |    | Ja |
| 2006 | Pans labyrint                        |    |    | Ja |    |
| 2007 | Year of the Nail                     |    |    | Ja |    |
| 2008 | Rudo y Cursi                         |    |    | Ja |    |
| 2010 | Biutiful                             |    |    | Ja |    |
| 2013 | Gravity                              | Ja | Ja | Ja | Ja |
| 2016 | Desierto                             |    |    | Ja |    |
| 2018 | Roma                                 | Ja | Ja | Ja | Ja |